# سالم كومار
سالم كومار هو ممثل هندي، ولد في 10 أكتوبر 1969 في الهند. من الجوائز التي نالها جائزة الفيلم الوطني لأفضل ممثل ‏ سنة 2010 وKerala State Film Awards ‏ وجائزة ولاية كيرلا السينمائية لأفضل ممثل ‏.

## جوائز
- جائزة الفيلم الوطني لأفضل ممثل [الإنجليزية]‏ (2010)
- Kerala State Film Awards [الإنجليزية]‏
- جائزة ولاية كيرلا السينمائية لأفضل ممثل [الإنجليزية]‏

## وصلات خارجية
- سالم كومار على موقع IMDb (الإنجليزية)
- سالم كومار على موقع قاعدة بيانات الفيلم (الإنجليزية)